# Stara Loka
Stara Loka is een plaats in Slovenië en maakt deel uit van de gemeente Škofja Loka in de NUTS-3-regio Gorenjska. De plaats telde 782 inwoners op 1 januari 2020.

## Geboren
- Andrej Karlin (1857-1933), bisschop van Triëst en bisschop van Lavant